# Jüdischer Friedhof (Monheim am Rhein)

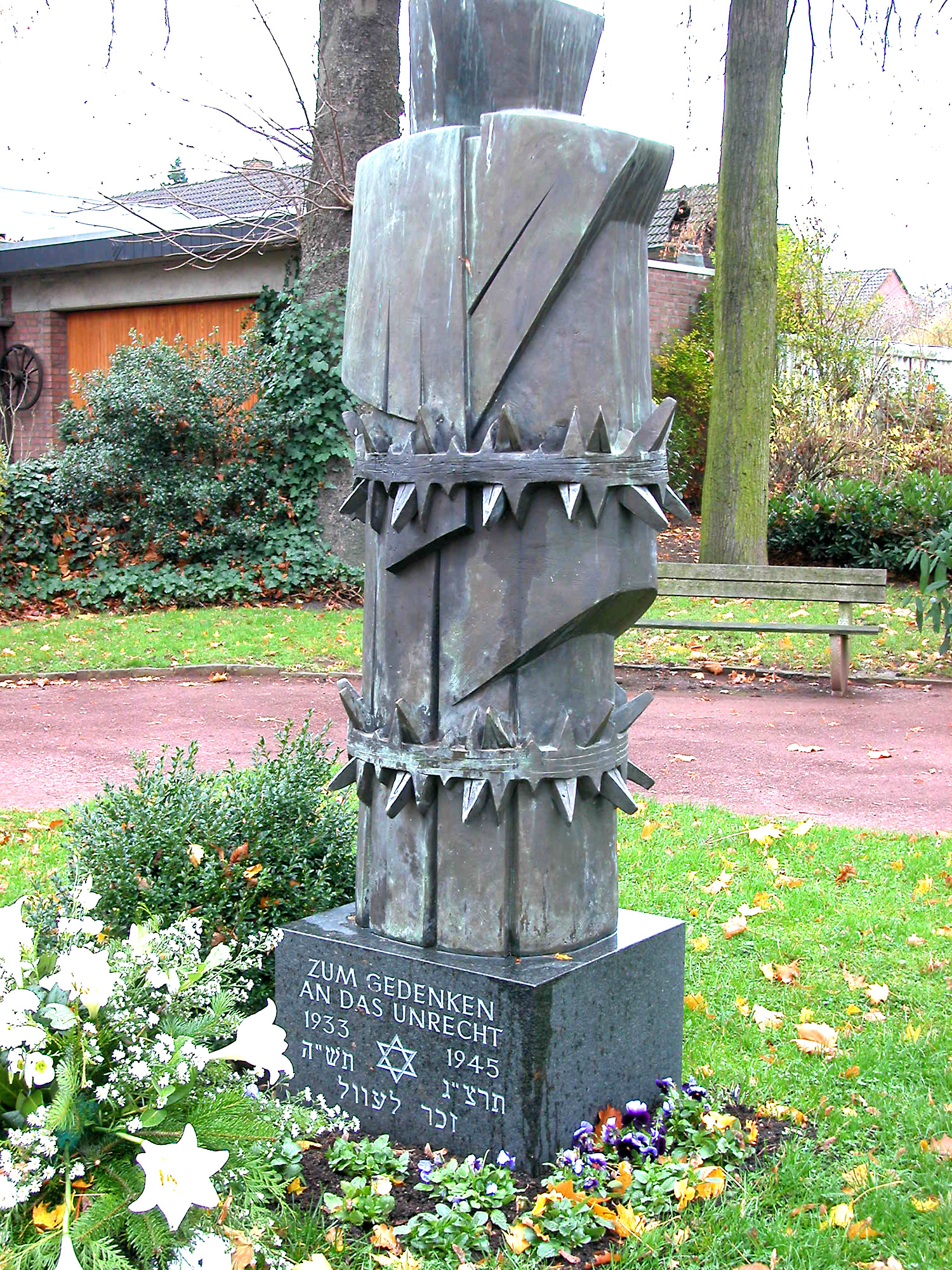
Mahnmal auf dem jüdischen Friedhof in Monheim

Der Jüdische Friedhof Monheim ist ein jüdischer Friedhof in Monheim am Rhein, einer  Stadt im Kreis Mettmann in Nordrhein-Westfalen. Der Friedhof liegt in der Hasenstraße.
Der jüdische Friedhof am Sandberg wurde möglicherweise schon im 17. Jahrhundert angelegt.
Heute sind noch sechs Grabsteine vorhanden. Die letzte Bestattung wurde 1960 vorgenommen.

## Schändungen
Während der Zeit des Nationalsozialismus wurde der Friedhof am 8. November 1938 geschändet. Im April 2002 wurde der Friedhof ebenfalls geschändet.

## Gedenken
Im Jahr 1969 wurde auf dem jüdischen Friedhof ein Mahnmal errichtet (siehe Foto).